# 荷叶地遗址
荷叶地遗址位于中国浙江省嘉兴海宁市周王庙镇星火村六组，为一处新石器时代良渚文化类型中晚期大型贵族墓地遗址，也是海宁地区已发现的最高等级的良渚文化墓地，距今约4000-4500年。遗址中一些大小不等、层次不同的红烧土层和灰烬层表明此处亦曾举行过若干次与火有关的重要宗教活动。
该遗址于1988年8月当地砖瓦厂取土时发现，位于一个四面环水、直径30余米的圜丘土墩上，状似荷叶，当地俗称“荷叶地”。遗址分东西两块，总面积约为4000平方米，东部面积约2400平方米，东西宽约45米，南北长约55米；西部面积约1500平方米，东西宽约30米，南北长约50米。1988年9月由浙江省文物考古研究所与海宁博物馆进行首次发掘，发掘面积350平方米，发现墓葬16座，出土玉（琮、璧、钺、镯、管、珠）、石（锛、凿、犁）和陶器380件（200余件套），以玉器居多，其中7号墓出土玉器达117件。2002年11月至次年4月第二次发掘，发掘面积500平方米，发现墓葬12座，出土器物51件。